# Ti Oluwa Ni Ile
Pour plus de détails, voir Fiche technique et Distribution.
Ti Oluwa Ni Ile (La terre appartient au Seigneur) est une suite de film dramatique Nollywood Yoruba réalisée par Tunde Kelani. Sorti en 1993 à travers Mainframe Films and Television Productions, le film est le premier film de Tunde Kelani en tant que réalisateur. Il est réalisé en 3 parties et répertorié comme l'un des 10 films Yoruba les plus vendus.

## Synospsis
Deux hommes avides font appel à un chef corrompu pour vendre un morceau de terre ancestrale en échange de pots-de-vin. La terre est ensuite achetée par une société pétrolière, mais l'oracle révèle qu'elle appartient en réalité aux divinités de la terre et ne convient pas pour une station-service. Les vendeurs de terres meurent subitement, et le chef réalise qu'il est le prochain sur la liste. Il se tourne vers l'oracle pour de l'aide, et celui-ci lui dit qu'il survivra s'il parvient à empêcher l'enterrement du corps du deuxième complice. L'histoire suit ses tentatives désespérées pour empêcher l'enterrement. L'oracle lui offre une seconde chance, mais il s'enfuit et se retrouve confronté à une série d'événements malheureux. De retour chez lui, il découvre qu'il est présumé mort et tente de récupérer son titre traditionnel, mais les esprits de ses complices décédés se retournent contre lui.

## Casting
- Kareem Adepoju
- Délé Odule
- Lékan Oladapo
- Yemi Shodimu
- Yetunde Ogunsola
- Oyin Adejobi
- Gbolagbade Akinpelu
- Jide Oyegunle
- Akin Sofoluwe